# Canal 13 (Chile)
Canal 13 (estilizado comercialmente como El 13) es un canal de televisión abierta chileno, propiedad del holding TV Medios del Grupo Luksic, y operado por Secuoya Chile. Inició sus emisiones el 21 de agosto de 1959 en la frecuencia 2 VHF de Santiago, en una transmisión liderada por un grupo de ingenieros de la Pontificia Universidad Católica de Chile. Posteriormente, la frecuencia cambió al canal 13, lo que dio origen a su actual denominación. En sus inicios, uno de sus hitos más importantes fue la transmisión del Campeonato Mundial de Fútbol en 1962, realizado en Chile. En la actualidad, Canal 13 está afiliado a la Asociación Nacional de Televisión, a la Organización de Telecomunicaciones de Iberoamérica, y además es miembro de la Alianza Informativa Latinoamericana y miembro asociado de la Unión Europea de Radiodifusión.
Sus estudios están situados en el Centro de Televisión Eleodoro Rodríguez Matte que aloja las instalaciones de producción y emisión del canal desde 1983. El centro está ubicado en calle Inés Matte Urrejola 0848, Providencia, Región Metropolitana de Santiago. Desde 1998, estas dependencias llevan el nombre del fallecido director ejecutivo de la estación Eleodoro Rodríguez Matte, quien fue uno de los directores de mayor duración en su cargo desempeñándose desde 1968 hasta 1970 y nuevamente desde 1974 hasta 1998. 
Hasta 2010, Canal 13 fue propiedad de la Pontificia Universidad Católica de Chile, a través de su holding Empresas UC. El 6 de agosto de ese año, el empresario Andrónico Lukšić Craig suscribió un acuerdo con la universidad para adquirir el 67 % de su propiedad y controlar el canal desde el 1 de noviembre de 2010. El 6 de noviembre de 2017, tras una profunda crisis financiera, la universidad anunció la venta del 33 % restante al mismo consorcio empresarial. Un año después, la administración decidió externalizar por completo la gestión del canal mediante un acuerdo de 5 años con la filial local del grupo español de comunicación Secuoya en una operación que incluyó sus instalaciones físicas, activos e infraestructura técnica, de emisión y posproducción.

## Historia

### 1952-1973: Pruebas experimentales e inicios del canal

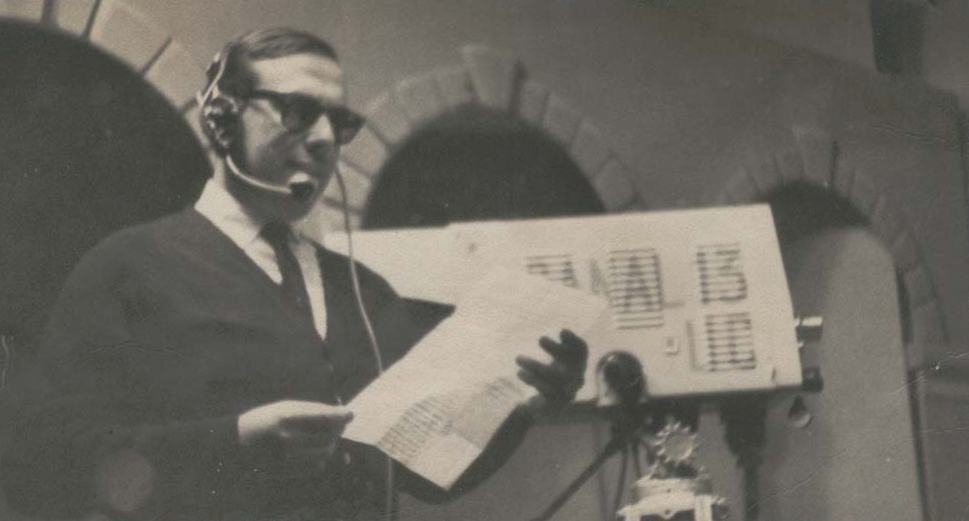
David Raisman en el estudio A de Canal 13 (1965).

El 25 de noviembre de 1952 se recibe en Santiago de Chile el primer equipo de televisión industrial de marca RCA Victor, el que es adquirido por la Universidad Católica en asociación con la filial chilena de la firma norteamericana. De inmediato se crean en la casa de estudios dos equipos para supervisar el uso del sistema: un equipo técnico, a cargo del ingeniero Julio del Río, y un equipo artístico bajo la dirección de Germán Becker. El 12 de diciembre de ese año se transmite el primer programa experimental en circuito cerrado desde el Auditorio de la Escuela de Física de la Universidad Católica; la emisión contó con varios errores técnicos, pero fue catalogada como un éxito. El 7 de enero de 1953, el departamento de televisión de la Universidad colaboró con Radio Minería para una transmisión especial del programa La cadena de la amistad, convirtiéndose en el programa de televisión artístico emitido en Chile.
En 1959, Pedro Caraball fue nombrado jefe del Departamento de Electrónica; al mismo tiempo, se construía un transmisor de audio de 100 W y se adquirió un nuevo equipo industrial Philips con el cual se realizaron las primeras transmisiones de prueba el 17 de julio. El 21 de agosto del mismo año a las 19:00 se iniciaron las transmisiones experimentales de manera formal desde un altillo en el cuarto piso de la Casa Central y con un receptor instalado en la recepción de El Diario Ilustrado, a través de la frecuencia 2 y emitiendo una programación de tres películas semanales; estas transmisiones se interrumpirían el 31 de diciembre de ese año debido a un siniestro que afectó al transmisor. En enero de 1960 es creado el Departamento de Televisión, y se nombra a Juan Ángel Torti como su director a fin de dar forma oficialmente a la estación.
Las transmisiones de prueba finalizan el sábado 15 de abril de 1961 a las 18:00, cuando la estación televisiva de la Universidad Católica inicia sus transmisiones oficiales a través del canal 13; desde el día 3 del mismo mes se habían iniciado emisiones de prueba entre 18:00 y 20:00 para ajustar los equipos. Para ello, se construye un estudio en la Casa Central de la universidad, desde el cual se emite Recuerdo de la Pérgola de las Flores, el primer programa del canal. También, en el mismo estudio se realizaron El show de Antonio Prieto y Tricotilandia, los primeros programas de entretención en la televisión chilena. Estos dos fueron los primeros que introdujeron la publicidad a la televisión.
En 1962, y ya utilizando definitivamente la frecuencia 13, el canal afrontó con éxito las transmisiones del Campeonato Mundial de Fútbol que se realizó en Chile, esto gracias a nuevo equipamiento —que incluía 5 cámaras, un transmisor y un equipo de enlace— que recibió el 29 de marzo de ese año; Canal 13 tuvo a cargo la emisión de los partidos de Chile vs Italia, Alemania vs Suiza, los cuartos de finales, las semifinales y la final del campeonato. Luego de finalizada la copa, el canal cerró sus transmisiones durante casi un mes para realizar ajustes técnicos, reanudándose éstas el domingo 22 de julio con la emisión de la primera parte de La pérgola de las flores, que se dividió en cuatro partes emitidas cada domingo; ese día, también se emitieron presentaciones de los grupos musicales The Dreamers, The Strangers, y de María Teresa Larraín.
En agosto de ese año comienza a emitirse el Show dominical; en 1965, éste pasa a los sábados como Sábados alegres, y posteriormente con su alargue de horario pasa a llamarse Sábados gigantes: el programa de variedades más antiguo y exitoso de América Latina, conducido por Mario Kreutzberger, más conocido como Don Francisco. El 2 de octubre de 1962 fueron inaugurados de manera oficial los estudios del canal, en una ceremonia encabezada por Darío Aliaga, Eduardo Tironi y el cardenal Raúl Silva Henríquez.
En 1963 tuvo lugar la creación del primer Departamento de Prensa de la televisión chilena, bajo la dirección del periodista Leonardo Cáceres. En el mismo año, se crea el Departamento Dramático, bajo la dirección de Hugo Miller y debutó el teleteatro El invernadero (1963) protagonizado por Malú Gatica —quién regresaba al país tras su paso por Hollywood— y que marcó el debut de Sonia Viveros. El 5 de abril del mismo año comienza a emitirse la primera serie de ficción nacional: Esta es mi familia, protagonizada por la misma Malú Gatica junto a Emilio Gaete. En 1964 Canal 13 comienza a emitir los siete días de la semana, cubriendo además las elecciones presidenciales del 4 de septiembre de ese año, donde fue elegido presidente Eduardo Frei Montalva. El 1 de abril de 1965, se estrenó la serie El litre 4916 con un gran éxito de sintonía; mientras, La historia secreta de las grandes noticias se convierte en el primer programa documental de la televisión chilena, y el 27 de diciembre de ese mismo año debuta el sistema de videotape en el canal mediante la grabación del teleteatro La versión de Browning con equipos recibidos a mediados de ese año, puestos en marcha con ayuda de técnicos argentinos; cuatro días después, a las 23:45 del 31 de diciembre de 1965, el canal emitió su primer programa grabado en videotape: una presentación musical de Marianela y Los Gatos, además de un saludo de Eduardo Tironi (director de la estación).
En 1967, el canal logró otro éxito con la comedia Juani en sociedad, protagonizada por Sonia Viveros y Silvia Piñeiro. En octubre del mismo año, recibió un nuevo equipo de transmisión móvil que incorporaba con un sistema de videotape, permitiendo así la grabación de escenas en exteriores. El 9 de agosto de 1968 se recibe la primera transmisión vía satélite, correspondiente a una transmisión en vivo desde la Embajada de Chile en Washington D. C. (Estados Unidos) y ocurrida con ocasión de la inauguración de la estación terrena de Longovilo; el 20 y 21 de julio de 1969 cubrió vía satélite la transmisión de la llegada del hombre a la Luna en conjunto con Canal 9 y Televisión Nacional de Chile —este último, aún en transmisiones experimentales—. El 1 de marzo de 1970 debuta el informativo Teletrece, el noticiero más antiguo de la televisión chilena; en 1971, el canal se convierte en miembro asociado de la Unión Europea de Radiodifusión; y en 1972, surgió el angelito, la primera mascota de Canal 13, creada por Enrique Bustamante, y asume como nuevo director del canal el sacerdote Raúl Hasbún.
El 18 de enero de 1972 los trabajadores de Canal 13 iniciaron una huelga en solidaridad con Leonardo Cáceres, que había sido despedido como director del Departamento de Prensa por el nuevo director de la estación, Raúl Hasbún; ese día no fue emitido Teletrece y las jornadas siguientes la señal estuvo fuera del aire, mientras que los trabajadores cercanos a la Unidad Popular se enfrentaban a los trabajadores afines a la oposición e interrumpían el suministro eléctrico cuando uno de los grupos intentaba poner la estación en el aire. El conflicto finalizó el 26 de enero, cuando ambas partes llegaron a un acuerdo reiniciándose las transmisiones, y Leonardo Cáceres se mantuvo como trabajador del canal pero en su reemplazo en la dirección del Departamento de Prensa fue nombrado Vicente Pérez Zurita.
El 24 de diciembre de 1972 el canal extiende sus transmisiones a las ciudades de San Fernando y Curicó en la frecuencia 5, conocido en ambas ciudades como "Canal 5", comenzando de forma oficial sus emisiones el 3 de enero de 1973. El 8 de febrero de 1973 se inician las transmisiones de Canal 5, emisora filial de Canal 13 en Concepción. La legislación vigente (datada en 1970) no contemplaba con claridad la expansión geográfica de los canales universitarios, por lo que hubo una gran controversia respecto a una campaña que lideró Canal 13 para lograr cobertura nacional, en gran parte debido a su línea editorial opositora al gobierno de turno, en notoria contraparte con Televisión Nacional de Chile y el Canal 9 de la Universidad de Chile. El 11 de septiembre de 1973 —día del Golpe de Estado contra el gobierno de Salvador Allende— Canal 13 fue el único medio televisivo autorizado a salir al aire por orden de la Junta Militar de Gobierno; durante tres días, Canal 13 transmitió a todo el país utilizando la red de frecuencias de Televisión Nacional, que quedó fuera del aire, al igual que Canal 9.
El 12 de septiembre de 1973 el canal tuvo a sus primeros dos mártires: Francisco Opazo Larraín, operador del switch de control, y José Fuentes Segovia, chofer del director ejecutivo, Raúl Hasbún; ambos se dirigían en la noche a Rancagua, custodiados por una patrulla militar, para recoger a funcionarios que estaban realizando arreglos en la antena repetidora ubicada en San Fernando. Según la Junta de Gobierno desoyeron una orden de alto indicada por una patrulla militar cuando circulaban por la Ruta 5 Sur a la altura de la avenida Carlos Valdovinos, razón por la cual recibieron disparos, falleciendo en el lugar al igual que uno de los soldados que los custodiaban.

### 1974-1999: Nuevo centro de televisión y expansión

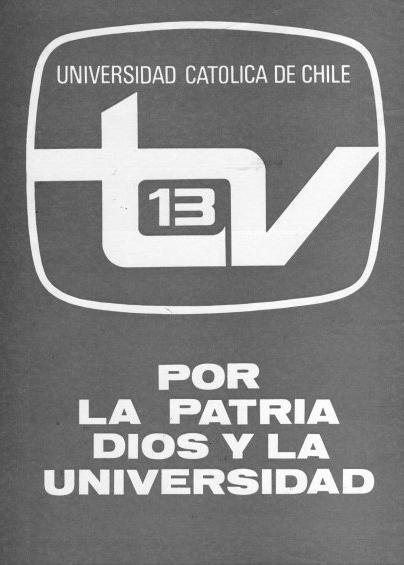
Aviso publicitario de Canal 13 en 1971 donde se señala el eslogan utilizado en la época «Por la patria, Dios y la universidad».

Durante 1974, por problemas con el nuevo rector de la Universidad Católica, Jorge Swett Madge —designado por la Junta Militar—, Raúl Hasbún renunció a su cargo; en su lugar, asume Eleodoro Rodríguez Matte.[cita requerida] Asimismo, la programación aumenta y a partir de marzo de ese año inicia sus transmisiones diarias a las 9:00 a. m. y finaliza a la 1:00 a. m. En 1976 transmite por primera vez en conjunto con Televisión Nacional los encuentros del equipo Chileno en la Copa Davis de ese año, además del partido de desempate de la final de la Copa Libertadores entre Cruzeiro y River Plate en el Estadio Nacional. También logró extender su señal a otros lugares de Chile, ya que en noviembre de 1976 inauguró una repetidora en Valparaíso y Viña del Mar a través del canal 8, frecuencia que hasta febrero de 1969 perteneció a UCV Televisión. En diciembre de 1976 las autoridades del canal firmaron un convenio con la Red de Televisión de la Universidad del Norte que le permitió retransmitir en diferido sus programas en Antofagasta, Arica, Calama, Chuquicamata, Iquique, María Elena y Tocopilla.
En 1975, el Fisco terminó con los subsidios que le había otorgado periódicamente a las televisoras universitarias desde sus inicios. De esta forma, Canal 13 comenzó a financiarse únicamente con publicidad y los aportes de la Universidad Católica. No obstante, al poco tiempo los ingresos publicitarios le permitieron al canal operar como una emisora comercial y adicionalmente entregar utilidades a la casa de estudios. Un símbolo de esta nueva situación fueron los programas realizados por el director Gonzalo Bertrán y el presentador César Antonio Santis, ambos llegados desde Televisión Nacional en 1975, primero con especiales musicales con la participación de artistas extranjeros, y luego con estelares de dos horas, empezando con Esta noche fiesta en 1977.
El 12 de abril de 1978 se autorizaron en Chile las transmisiones de televisión en colores, fijándose como oficial la norma estadounidense NTSC; Canal 13 tardó sólo tres meses en adecuarse —adquiriendo cuatro cámaras RCA TK-760 y un equipo de telecine TK-28—, y en el mes de junio, junto con Televisión Nacional, transmite la Copa Mundial de Fútbol desde Argentina con esta tecnología. El 2 de diciembre de ese año, junto a TVN y los canales de la Universidad de Chile y de la Pontificia Universidad Católica de Valparaíso organizan y transmiten el Festival de la Canción OTI de ese año, el que se celebró en el Teatro Municipal de Santiago, mientras que el 8 y 9 de diciembre los canales vuelven a unirse para transmitir la primera Teletón. A partir del 2 de julio de 1979 el canal comienza a retransmitir sus programas en diferido a La Serena y Coquimbo tras firmar un convenio con Canal 8 UCV Televisión.
Durante 1981 se estrenan las telenovelas La madrastra y Casagrande, y los noticieros Teletarde y Telenoche. Desde entonces la producción propia del canal aumentó, y el 15 de mayo de 1983 inaugura su Centro de Televisión en Providencia, dejando atrás los estudios de calle Lira; el Estudio D en dicho lugar —donde se grababa La madrastra— había sufrido un incendio el 20 de julio de 1981. Uno de los primeros espacios que se producen en los nuevos estudios es el estelar de variedades Martes 13, estrenado el 7 de junio de ese año en directo desde el Estudio 3. Por otro lado, Canal 13 sigue expandiéndose, y el 21 de agosto de 1984 estrenó su señal en Talca a través de la frecuencia 8, mientras que el 18 de diciembre se extendió a Chillán y Los Ángeles a través de la frecuencia 13.
El 3 de marzo de 1985, Canal 13 extiende la edición de Teletrece de ese día hasta cerca de la 1 de la madrugada en el contexto del terremoto en Algarrobo.[cita requerida] Asimismo, el canal organiza el 8 y 9 de marzo la primera edición de la campaña Chile ayuda a Chile para reunir ayuda para los damnificados del sismo, en una transmisión que se extendió por más de 30 horas. El 6 de septiembre de ese año inició sus transmisiones en Constitución a través de la frecuencia 9. En 1986 volvió a transmitir en conjunto con Televisión Nacional el partido que sostuvo el equipo chileno en la Copa Davis de ese año y estrenó en el primer semestre la telenovela Ángel malo, adaptación de una telenovela brasileña de 1975. Asimismo, durante la segunda mitad del año emite Secreto de familia. Ese mismo año, Canal 13 continúa su expansión llegando a Cauquenes (frecuencia 7) y Temuco (frecuencia 4), iniciando sus transmisiones en esta última ciudad el 18 de julio. En junio, vuelve a transmitir conjuntamente con TVN una Copa Mundial de Fútbol, esta vez México 1986, y el 30 de julio inaugura los estudios de Canal 5 de Concepción, construidos a semejanza del Centro de Televisión de Providencia.
En 1987, Canal 13 llega a las ciudades de Puerto Montt (frecuencia 13), Osorno (frecuencia 9, desde el 28 de octubre), Angol (frecuencia 10), San Felipe, Lebu, Lautaro, Traiguén y Saladillo. Desde el 1 al 5 de abril transmite en directo la visita de Juan Pablo II a Chile como señal oficial a petición del episcopado chileno, siendo la única estación televisiva que transmitió íntegramente los actos de la visita. Por otro lado, el 7 y 8 de agosto Sábados Gigantes celebra 25 años de existencia en un programa de 25 horas de duración.[cita requerida] Finalmente, entre el 10 y el 25 de octubre, transmite conjuntamente con Televisión Nacional la Copa Mundial de Fútbol Sub-20 disputada en Chile ese año.
En 1988, Canal 13 se extendió a Valdivia (frecuencia 12, desde el 1 de febrero), Villarrica-Pucón (frecuencia 9), San Antonio (frecuencia 10, desde el 21 de diciembre), Castro (frecuencia 12), La Serena (frecuencia 13, desde el 25 de agosto), Galvarino, y Cobquecura. Además, llega a su fin el convenio con Canal 8 UCV Televisión para emitir programas del canal en diferido. El 5 de octubre de ese año se realiza la transmisión, en conjunto con Telenorte, del plebiscito que definía la continuidad de la dictadura militar. Esta fue una de las últimas transmisiones en conjunto, ya que en 1989 Canal 13 pondría fin a su alianza con Telenorte y expande su señal al norte de Chile: ese mismo año llega a Iquique (frecuencia 8); Antofagasta (frecuencia 13, desde el 8 de julio); María Elena-Tocopilla (frecuencia 11), Calama-Chuquicamata (frecuencia 12) y Copiapó (frecuencia 11); mientras, por el sur, la señal se extiende a las comunas de Panguipulli (frecuencia 2) y Los Lagos (frecuencia 5).
Durante 1990, Universidad Católica de Chile Televisión logra cobertura nacional, llegando desde Arica (frecuencia 8) hasta Quellón (frecuencia 5). El 29 de mayo de 1991, el canal transmite en conjunto con Televisión Nacional de Chile el partido final de la Copa Libertadores 1991 con una alta sintonía igualada para ambas estaciones. La transmisión fue presentada por Pedro Carcuro, Ignacio Hernández (por TVN) y Alberto Fouillioux (por Canal 13). El 5 de junio, ambos canales nuevamente transmiten la final de la Copa Libertadores 1991, siendo esta vez el partido de vuelta, también con alta sintonía para ambas estaciones. La transmisión fue dirigida por Gonzalo Bertrán y presentada por Pedro Carcuro, Sergio Livingstone (por TVN), Alberto Fouillioux y Julio Martínez (por Canal 13). Adicionalmente, el 28 de junio incorpora a su parrilla programática la serie estadounidense Los Simpson, que ha tenido éxito a lo largo de los años y se ha consolidado como un programa ícono de Canal 13. La cobertura nacional se amplía una vez más, llegando durante 1991 a Vallenar, Rancagua y Punta Arenas. Al iniciar 1992, el canal comienza a transmitir en las comunas de Petorca e Illapel.[cita requerida] En Punta Arenas la señal comenzó a transmitir desde el 15 de mayo de 1991, su emisión tenía un día de desfase que en Santiago y consistía en 6 horas de programación, que se fueron extendiendo con el paso del tiempo. Esto se mantuvo hasta abril de 1993, cuando se reemplazó este sistema por la señal en directo vía satélite proveniente desde Santiago.
El 16 de marzo de 1992 debuta una reestructuración del departamento de prensa, asumiendo Eduardo Riveros en Teletarde; con ello, salen de la lectura de noticias Jeanette Frazier y el locutor Augusto Gatica, quien se convierte en la voz en off oficial del canal junto a Christian Gordon hasta agosto de 1997. Además, el 26 de diciembre se emite por última vez Sábado Gigante desde Santiago, ya que desde ese entonces el programa emigrar a la cadena Univisión de Estados Unidos. Además, se estrenan las telenovelas Marrón Glacé y Doble juego; y Canal 13 logra la cobertura nacional definitiva con su llegada a la Región de Aysén.[cita requerida]

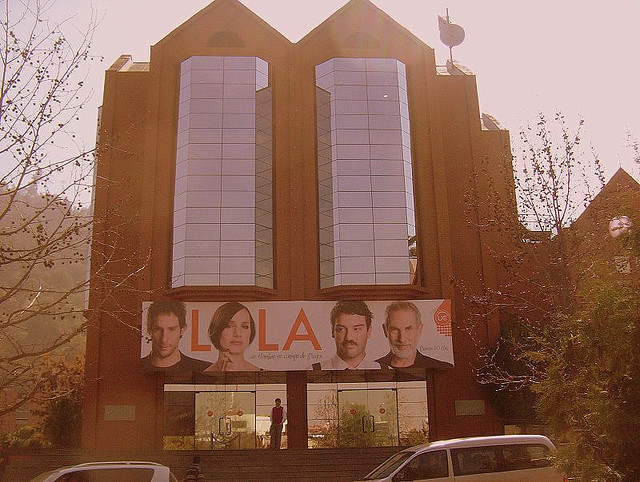
El Centro de Televisión de Canal 13, construido entre 1983 y 1994, ubicado en la comuna de Providencia, Santiago.

En diciembre de 1994 se inaugura la última etapa del Centro de Televisión con la presencia del presidente Eduardo Frei Ruiz-Tagle junto a Eleodoro Rodríguez Matte, convirtiéndose así en el canal de televisión con mayor superficie de infraestructura del país hasta entonces con 30 000 metros cuadrados. Ese mismo año, se comienza a emitir a Punta Arenas en formato de Imagen Digital Comprimida vía satélite desde el Departamento de Prensa del Canal. El 1 de mayo de 1995 debuta la renovación del departamento de prensa, con Javier Miranda en Teletrece, Eduardo Riveros en Teletarde, y Jorge Díaz Saenger o Loreto Delpin en Telenoche. El 25 de julio se transmite por última vez el estelar Martes 13, y el 16 de octubre debuta Viva el lunes.
En 1996 el canal transmite en solitario los partidos que sostuvo el equipo chileno en la Copa Davis, lo que se repetirá en 1997 y 1998. Además, luego de varios años, en febrero extiende su señal a Coyhaique, por la frecuencia 6; no obstante, el 13 de noviembre Canal 13 pone fin a la producción local en Concepción tras 23 años por problemas económicos, convirtiendo así a Canal 5 en una repetidora a tiempo completo de la programación emitida desde Santiago. El 24 de abril de ese mismo año, Canal 13 transmite las Eliminatorias a Francia 98, emitiendo los partidos de la Selección Chilena de Fútbol de visitante contra Venezuela, Argentina y Ecuador. En 1997 comienza a transmitir ininterrumpidamente las 24 horas del día durante los fines de semana; además, durante este periodo se estrenan telenovelas como Adrenalina, Playa Salvaje, Marparaíso y Fuera de control.
En 1998, Canal 13 se adjudica los derechos de transmisión de la Copa Libertadores de América, que antes pertenecían a Megavisión, y del programa infantil Cachureos, que deja Televisión Nacional para estar 4 temporadas en el canal. Asimismo, en julio transmite por última vez en solitario, una confrontación del equipo chileno en Copa Davis, enfrentando a Colombia. El 18 de julio fallece Eleodoro Rodríguez Matte, director de la estación televisiva desde 1974; en su reemplazo, el 6 de agosto asume Rodrigo Jordán.

### 1999-2009: Cambios editoriales y programáticos
En 1999 comienza a transmitir por Internet en su sitio web canal13.cl, y transmite por última vez el microespacio religioso Reflexiones. Comienza a emitir la Indy Racing League (hoy IndyCar Series), en la que participó Eliseo Salazar.[cita requerida] El 18 de enero se estrena la programación matinal de la estación, que incluye el noticiero Teletrece AM, conducido por Ramón Ulloa, y el programa La mañana del 13, conducido por Paulina Nin de Cardona. El 22 de abril, el director de prensa del canal, Luis Salazar, abandona su cargo y es reemplazado por Mercedes Ducci. Tras esto, el 18 de junio el canal cambia su imagen corporativa, eliminando su logotipo clásico y el Angelito, su personaje corporativo.[cita requerida] El 13 de julio de 1999 el canal se adjudica por primera vez la licitación por siete años del Festival Internacional de la Canción de Viña del Mar. Además, desde el 23 de julio hasta el 8 de agosto transmite los Juegos Panamericanos de Winnipeg. Por otro lado, el 26 de septiembre debuta un renovado Departamento de Prensa bajo el concepto de Centro de Noticias, quedando Jorge Díaz y Carolina Jiménez en Teletrece de lunes a viernes; Ramón Ulloa y Eduardo Riveros se mantienen en Teletrece AM y Teletarde respectivamente, mientras que en Telenoche asumen la conducción Nicolás Vergara y Macarena Puigrredón. Los fines de semana, Rodolfo Paredes y Silvia Carrasco conducen Teletrece. Durante este período, el Departamento de Prensa continúa las pruebas de Imagen Digital Comprimida en las regiones de Antofagasta, Bío-Bío y La Araucanía.
En febrero de 2000, Canal 13 produce y transmite por primera vez el Festival Internacional de la Canción de Viña del Mar. En mayo de ese año Rodrigo Jordán presenta su renuncia tras de la polémica por el cambio de imagen de la estación; en su reemplazo, asume Jaime Bellolio, quien decide prefijar «Corporación de Televisión de la Pontificia Universidad Católica de Chile» al nombre del canal, y modificar el logotipo para darle énfasis a la universidad.
El 29 de enero de 2001 transmite por última vez el estelar Viva el lunes; un día después, el 30 de enero, fallece Gonzalo Bertrán, director y productor de grandes programas del canal. En su homenaje, el 15 de junio se bautiza con su nombre al estudio 3 de la estación donde realizó algunos de sus más famosos estelares. Ese año, Canal 13 transmite por última vez un Campeonato Mundial de Atletismo, el realizado en Edmonton, Canadá y el 1 de septiembre transmitió en conjunto con TVN el último partido de Iván Zamorano, vistiendo la camiseta de la selección chilena de fútbol, la cual enfrentó a la selección francesa.
Entre agosto y octubre de 2002 el canal celebra los 40 años del programa Sábado Gigante, con una serie de recuentos de momentos más recordados e importantes. En octubre se emite un programa especial, en franjas vespertina y estelar, conducido por Don Francisco y su hija, Vivi Kreutzberger, conductora de la franja local del espacio; en él se presenta a personajes presentes a lo largo de sus cuatro décadas de emisión junto a invitados nacionales e internacionales.
En enero de 2003 Canal 13 estrena Protagonistas de la fama, el primer programa de telerrealidad de la televisión chilena. Ese mismo año,Cachureos sale de pantalla por problemas con el presupuesto. En marzo, tras años de fracasos, se reactiva el área dramática con Machos, que se transformó en un éxito de audiencias.[cita requerida] Ese mismo mes, debuta el estelar Vértigo, conducido por Luis Jara y Álvaro Salas, y la participación especial de Daniel Alcaíno como Yerko Puchento. El 10 de agosto de 2004, luego de 8 años fuera del aire,[cita requerida] Canal 13 decide reactivar la producción de noticieros locales en Concepción, la que se suma a la creación de centrales en Antofagasta, Valparaíso y Temuco. En marzo de 2005, luego del éxito de Machos, se estrena la teleserie Brujas, que logra una sintonía de 37,7 puntos de rating en más de 6 meses de emisión [cita requerida]; durante el segundo semestre, Gatas & tuercas también se impone en su horario. En septiembre, se firmó un convenio de intercambio de programación con UCV Televisión, que le da acceso a esta última a programas producidos por Canal 13 como el deportivo Archigol, y a algunas series como Mentes criminales y Mi nombre es Earl.

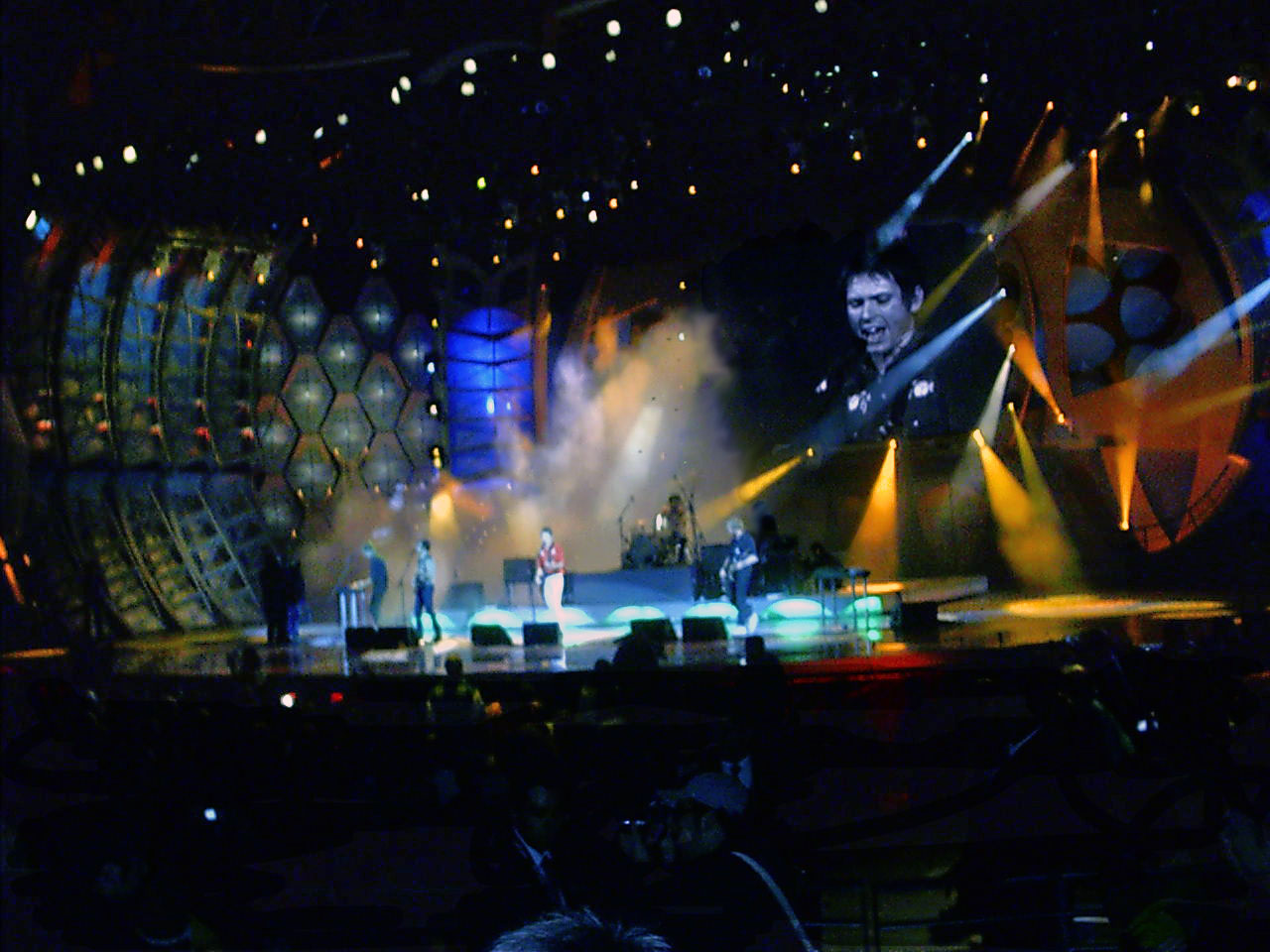
Franz Ferdinand en el Festival de Viña 2006 que fue transmitido por el canal.

En 2006, Canal 13 se adjudica los derechos de transmisión de los partidos de la Selección Chilena de Fútbol hasta 2010, y renueva la licitación de transmisión del Festival de la Canción de Viña del Mar, esta vez por 4 años, y en alianza con Televisión Nacional de Chile. El 1 de marzo firma una alianza con Buena Vista Internacional que se estrena con la emisión de High School Musical. En diciembre,  comienza a efectuar pruebas formales de transmisión en alta definición en los tres estándares de televisión digital terrestre (ATSC, ISDB-T y DVB-T) en las frecuencias 12, 24 y 27 respectivamente. En julio, transmite los Juegos Panamericanos de Río de Janeiro, mientras que en agosto emite el Campeonato Mundial de Atletismo de Osaka. Finalmente, el 8 de diciembre de 2007, se reinaugura el Estudio 2, bautizado en honor a Mario Kreutzberger, el que se convierte en el primer estudio equipado para producir y transmitir en alta definición en Chile.
El 2 de enero de 2008, tras la muerte del periodista deportivo Julio Martínez, transmite un homenaje en horario estelar titulado JM por siempre. El 3 de marzo se estrena la teleserie Don Amor, cuya producción es realizada en Puerto Rico. El 19 de mayo de 2008, debuta en internet Tele13 Online, la primera señal de noticias 24 horas del país. En junio vuelve a transmitir una Eurocopa, esta vez la realizada en Suiza y Austria y en agosto transmite los Juegos Olímpicos de Pekín.
Durante 2009 el canal implementa el sistema de «parrilla flexible», creado por el entonces director de programación Vasco Moulián, fuertemente influenciado por los resultados minuto a minuto del sistema de medición de audiencia en línea. Moulián y el canal recibieron fuertes críticas por abusar arbitrariamente de programas como Los Simpson o compilados de humor denominados El 13 y Tú, los que interrumpían la programación sin aviso previo; además, Moulián estuvo detrás de la cancelación de programas como Tierra adentro o la censura de otros, como Un país serio.[cita requerida] Esto terminó con su renuncia el 2 de julio. En abril, se cierran las sedes locales de Antofagasta y Temuco debido a déficit en el presupuesto de ambas operaciones. El 5 de agosto, Canal 13 transmite en vivo el primer partido de fútbol oficial realizado en Isla de Pascua, entre Colo-Colo y la Selección de Rapa Nui, por la Copa Chile; el 21 de agosto, celebra sus 50 años; el 1 de septiembre se renueva el sitio web, que cambia su dominio de canal13.cl a 13.cl; y el 16 de noviembre debuta su señal en alta definición a través de VTR.
Entre 2008 y 2010 se denunció al canal por negarse a pagar las horas extras a sus trabajadores. Esto desencadenó en una fiscalización de la Dirección del Trabajo donde se concluyó que las jornadas excedían las 10 horas diarias en 524 trabajadores, de un total de 861 contratados. Finalmente, el 2 de enero de 2012 la Corte Suprema determinó la obligatoriedad de Canal 13 de pagarle las horas extras a sus trabajadores.

### 2010-2017: Operación bajo el Grupo Luksic y la Universidad Católica

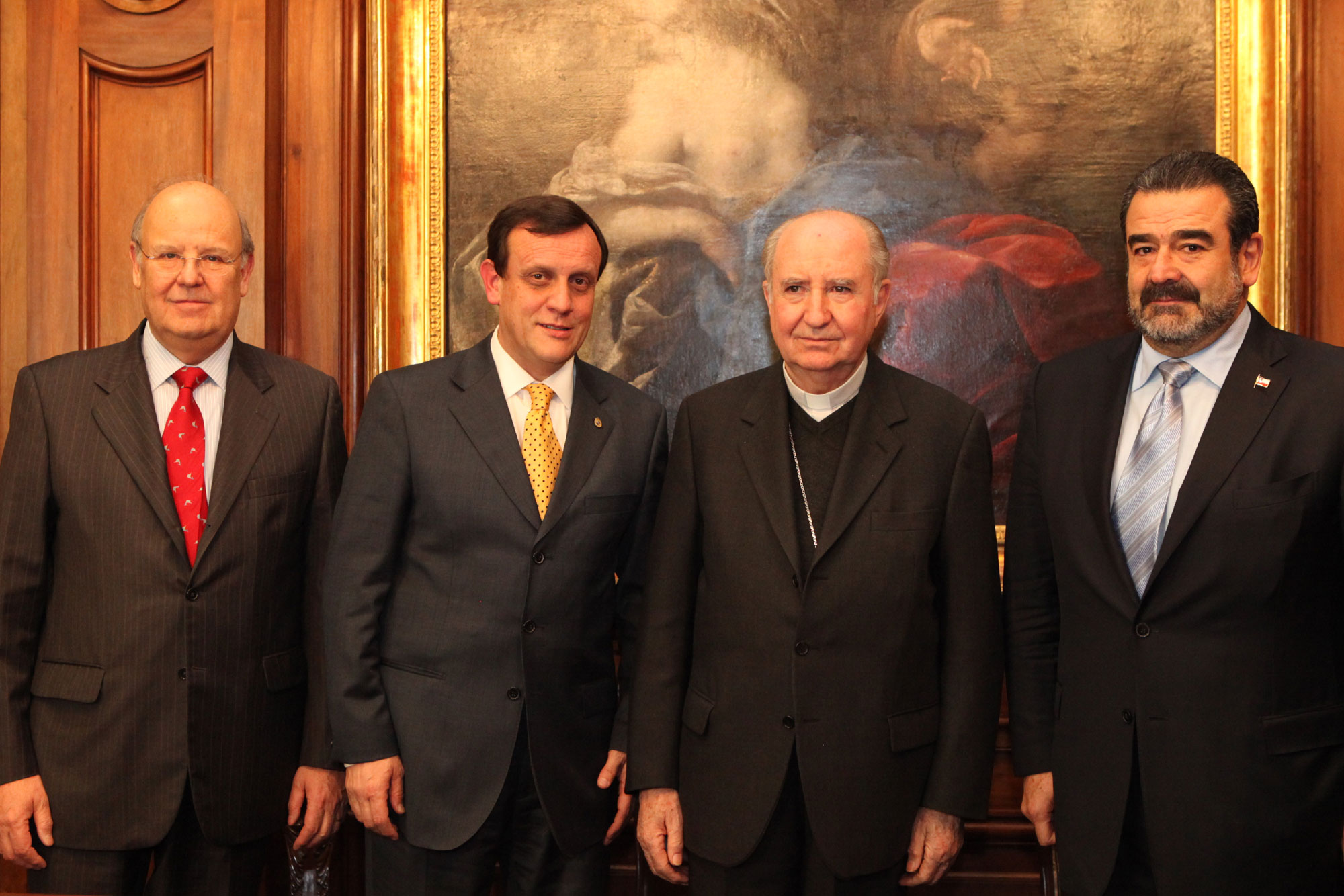
Acuerdo de compra del canal por parte del Grupo Luksic.

En enero de 2010, tras una crisis provocada por bajos niveles de audiencia y el fracaso de varios programas, renunciaron varias autoridades del canal. Entre ellos la directora ejecutiva Mercedes Ducci, la directora del área de prensa Pilar Bernstein y el gerente general Sergio Cavagnaro. Tras la renuncia de Ducci, asume en la dirección ejecutiva de forma interina, el presidente del Consejo Asesor de la Corporación, Jorge Herrera. En abril, el recién asumido rector de la Pontificia Universidad Católica de Chile, Ignacio Sánchez, designa como nuevo Director ejecutivo a Marcelo von Chrismar Werth. Mientras que en junio, se anuncia la reincorporación de Patricio Hernández como director de Programación y de la periodista Eliana Rozas como directora de Prensa. Por otro lado, se decidió que Deportes 13 pasaría a depender directamente del Departamento de Prensa, dejando de ser un área autónoma del canal. La misma situación ocurrió con el área de reportajes. Esto, en medio de un clima de crisis al interior del canal producto de la baja audiencia, el aumento de las perdidas financieras y el fracaso de gran parte de los nuevos programas. Asimismo, se dan los primeros signos de estancamiento en las inversiones publicitarias, producto de la competencia proveniente desde internet.
La situación económica de Canal 13 se volvió insostenible durante los primeros meses de 2010. El 6 de agosto de 2010 el rector Ignacio Sánchez firmó un acuerdo con Andrónico Luksic Craig para conformar una sociedad administradora del Canal 13, en el que la Universidad Católica mantendría un 33 % de participación. En contraparte, el 67 % de la propiedad fue adquirido por Luksic con un costo de 55 millones de dólares. Asimismo, se avaluó al canal en 82 millones de dólares. Ante esto, se propone un sistema de funcionamiento con un directorio similar al utilizado por Televisión Nacional con autoridades designadas entre ambas partes. Finalmente, el 1 de noviembre se produjo el traspaso del 67 % de la propiedad al Grupo Luksic. El primer cambio fue sacar la sigla UC de su logotipo y la eliminación de los mensajes religiosos, reduciendo sus emisiones de tres a uno. También se hicieron cambios en el Departamento de Prensa. El 3 de enero de 2011, dejaron de existir los noticieros En boca de todos, Teletarde y Telenoche, estos dos últimos, tras 30 años de permanencia en pantalla. En su lugar, pasaron a denominarse Teletrece AM, Teletrece Tarde y Teletrece Noche respectivamente. Esto obedeció a una estrategia de potenciamiento de la marca Teletrece, y de reestructuración del departamento de prensa, impulsada por su director Jorge Cabezas. El 6 de enero la dirección del canal despidió a 101 trabajadores. Entre ellos se encontraba el director Cristian San Miguel; y los productores Claudio Vukovic y María José Barraza. También, se comenzó el proceso para emitir un nuevo programa matinal denominado Bienvenidos que finalmente se estrenó el 7 de marzo de 2011.

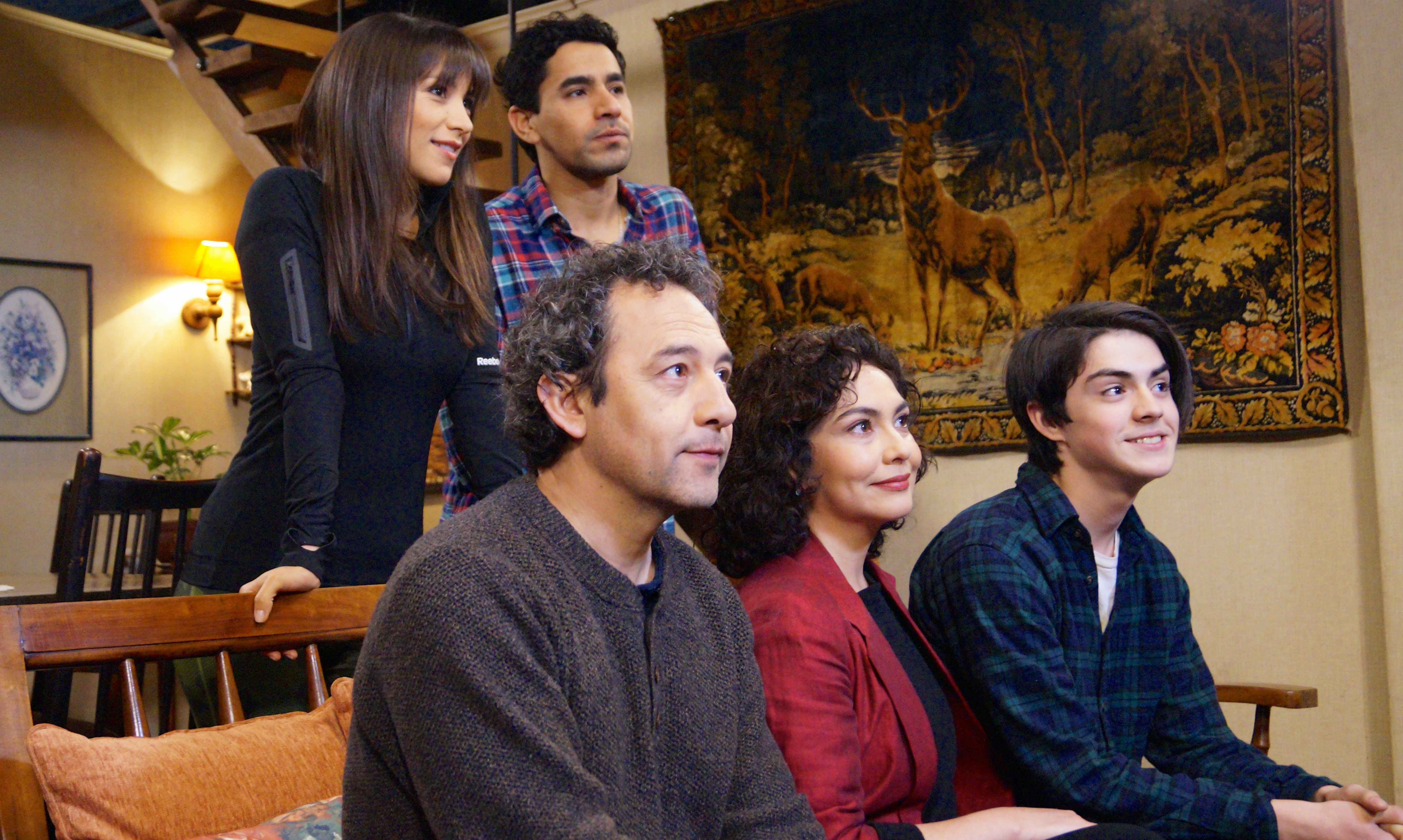
El reparto de la serie de televisión Los 80 que fue emitida por Canal 13 entre 2008 y 2014.

Durante los primeros años de administración entre el Grupo Luksic y la Universidad Católica, la programación de Canal 13 está conformada por telenovelas como Primera dama, Peleles, Soltera otra vez, Las Vega's y Mamá mechona. Se estrenan espacios de telerrealidad como Año 0, 40 ó 20, Mundos opuestos y Pareja perfecta. Programas como Mi nombre es…, Atrapa los millones, el regreso de Vértigo y se logra éxito con telenovelas brasileras como Avenida Brasil. También, se reestructuran nuevamente los noticieros de Teletrece y el nuevo formato fue estrenado el 2 de mayo de 2012 con la conducción de Ramón Ulloa y Monserrat Álvarez en la edición principal; Constanza Santa María y Polo Ramírez en Teletrece AM; Carolina Urrejola en Teletrece tarde; y Antonio Quinteros en Teletrece noche.
El 15 de enero de 2011, durante una emisión del programa de telerealidad Año 0 donde los participantes debían enfrentar pruebas extremas, el periodista Claudio Iturra y algunos participantes cocinaron e ingirieron una culebra protegida por la legislación chilena. La situación fue denunciada a la Fiscalía local de San Bernardo, incluyó una investigación por parte del Servicio Agrícola y Ganadero y un allanamiento al lugar de grabación por parte de la Policía de Investigaciones. Finalmente, el Consejo Nacional de Televisión multó a Canal 13 con 100 unidades tributarias mensuales el 16 de mayo, y la productora Claudia Romero tuvo que declarar en tribunales.
Durante una emisión Teletrece del 7 de mayo de 2012 se emitió un reportaje titulado Nanas... ¿por qué yo no?, presentado por el periodista Emilio Sutherland. En la investigación, originalmente propuesta para dos emisiones, se exhibió imágenes tomadas en lugares privados con cámaras ocultas, utilización de actores y se crearon situaciones forzadas. Finalmente, debido a las críticas,
la segunda parte se emitió con censura previa, y significó la salida del director de prensa interino Patricio Ovando y la editora general de reportajes Pilar Rodríguez. Algunos de los establecimientos mostrados como el Colegio San Ignacio manifestaron que las imágenes exhibidas no representaban la realidad.
En este periodo, se producen varios cambios constantes de administración de áreas en Canal 13. El 1 de junio de 2012, Pilar Bernstein vuelve como directora de prensa. A fines de agosto de 2013, renuncia el presidente del directorio Nicolás Eyzaguirre y nuevamente Pilar Bernstein. Con ello, el nuevo director de prensa es el exdirector del diario La Tercera, Cristian Bofill. En marzo de 2013, las autoridades del canal comienzan los trámites para inscribirse en el Registro de Valores de la Superintendencia de Valores y Seguros, a fin de transformarse en una sociedad anónima abierta, con miras a una oferta pública del 33 % de las acciones que la Pontificia Universidad Católica de Chile mantenía.
Pese a que el canal logra tener varios espacios en los primeros lugares de audiencia durante la primera mitad de la década, los problemas económicos heredados desde antes de 2010 se mantuvieron. Hasta noviembre de 2015, las pérdidas acumuladas de Canal 13 alcanzan los 3 486 millones de pesos. Mientras que en 2016, las pérdidas aumentaron en un 766 % en comparación con 2015, alcanzando 5 876 millones de pesos únicamente ese año. En 2017, Canal 13 obtuvo 26 469 millones de pesos en mermas, la mayor pérdida en su historia. Durante los últimos años de la administración entre el Grupo Luksic y la Universidad Católica, la programación del canal fue conformada por varios espacios como las telenovelas 20añero a los 40 y Preciosas. También, el canal tuvo éxito con nuevos programas como Lugares que hablan, MasterChef Chile y las nuevas temporadas de Vértigo.

### 2017-presente: Venta del canal y externalización
El 24 de julio de 2017, tras la renuncia de René Cortázar a la presidencia del directorio del canal, asume en su lugar Alejandra Pérez, quien dejó la dirección ejecutiva para asumir ese rol. Durante la sesión extraordinaria del renovado directorio se resolvió designar como nuevo director ejecutivo a Javier Urrutia Urzúa, que anteriormente tuvo el mismo cargo en La Red entre 2010 y 2017. El 29 de julio, el rector Ignacio Sánchez, señaló que la universidad estaba dispuesta a desarrollar un proyecto de comunicaciones diferente al existente con Canal 13, tras reunirse con el cardenal metropolitano Ricardo Ezzati el 11 de agosto de 2017. Es por ello que decidieron poner a la venta su participación que alcanzaba el 33 %. Con ello la universidad emprendió la búsqueda de un socio estratégico para venderle esas acciones, ante la negativa inicial del Grupo Luksic de adquirirlas. Pero ante la falta de interesados, Andrónico Luksic absorbió la totalidad de la propiedad de Canal 13 y medios asociados por medio su holding TV Medios. Asimismo, anunció la introducción de una capitalización por 20 000 millones de pesos para desarrollar nuevos programas y proyectos para enfrentar la crisis del canal.
Tras el cambio de propiedad, Canal 13 despidió 120 trabajadores desde septiembre de 2017 hasta abril de 2018, entre los que se incluyó Herval Abreu, entonces director del Área de Ficción, todos los miembros del área de telerealidad y parte del equipo de deportes. No obstante,  meses antes, el director ejecutivo del canal recibió una denuncia por parte de una guionista de la telenovela Soltera otra vez 3 tras ser acosada sexualmente por Herval Abreu; pero esta denuncia no prosperó. Tras esto, el 28 de abril de 2018, Canal 13 enfrentó un escándalo mediático tras una serie de denuncias del mismo tipo en contra de Abreu que fueron publicadas por la revista Sábado de El Mercurio. Como respuesta a esto, el 9 de mayo el canal presentó un protocolo interno de trabajo y se eliminó a Abreu de los créditos iniciales de la emisión de Soltera otra vez 3.

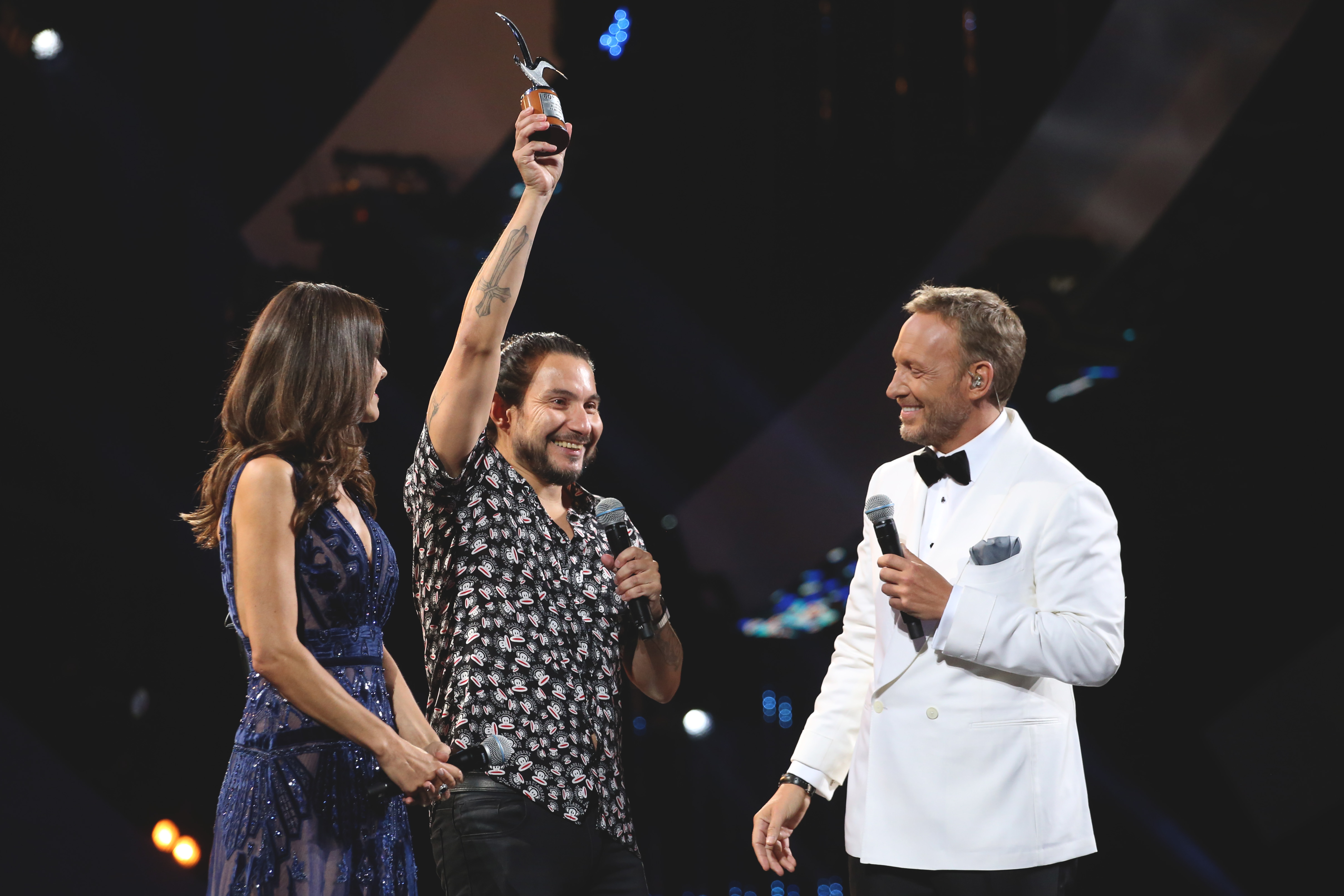
Felipe Avello durante su presentación en el Festival de Viña de 2019, junto a los conductores Martín Cárcamo y María Luisa Godoy, en representación de Canal 13 y TVN, respectivamente.

El 12 de abril de 2018, Canal 13 se adjudicó los derechos de transmisión del Festival de Viña del Mar entre 2019 y 2022, en alianza con Televisión Nacional de Chile, Fox Networks Group e Ibero Americana Radio Chile. Seguido de esto, durante junio de ese año se despidieron 260 trabajadores adicionales en el canal, como preparación para la externalización total de la producción de programas. Para ello, se firmó un acuerdo con la empresa española Secuoya con una duración de cinco años y una inversión de 7 250 millones de pesos.
El 21 de octubre de 2018, Canal 13 volvió a tener una nueva controversia cuando emitió un reportaje denominado ¿Adoctrinamiento en el Liceo 1?, realizado por el periodista Alfonso Concha en conjunto con Juan Bustamante Vila y el editor periodístico Enrique Mujica Pérez, sobre supuestos vínculos entre estudiantes del Liceo n.º 1 Javiera Carrera y el Frente Patriótico Manuel Rodríguez (FPMR). En el informe exhibieron relatos acerca de adoctrinamientos por autoridades como el entonces ministro Andrés Chadwick y una fotografía de alumnas que aparecían posando con supuestas armas de fuego y la bandera del FPMR. Sin embargo, una vez que se emitió el reportaje las alumnas y apoderadas del centro educacional explicaron que se trató de una obra de teatro en el cual debían representar acontecimientos de la historia de Chile relacionados con el rol de las mujeres. Posteriormente, Canal 13 reconoció mediante un comunicado de prensa que hubo una imprecisión en el reportaje, y el 24 de octubre se hizo una manifestación afuera del canal con el lema «No más montajes». Durante ese mes, esa edición de Teletrece fue el programa más denunciado en el Consejo Nacional de Televisión con 125 denuncias, mientras que en el informe emitido este organismo manifestó que «se denuncia un supuesto montaje periodístico». El caso fue llevado a la justicia con un recurso de protección interpuesto por la Defensoría de la Niñez, que fue rechazado por la Corte de Apelaciones de Santiago el 4 de enero de 2019. Mientras que la multa ejercida por el CNTV a Canal 13 se hizo efectiva el 17 de diciembre de 2019 cuando la Corte de Apelaciones confirmó la sanción de 200 unidades tributarias mensuales.
En el contexto del estallido social, entre octubre y noviembre de 2019, tuvo lugar la salida de algunos trabajadores de prensa, entre los que se incluye Enrique Mujica, director de prensa, y Pablo Badilla, editor general de prensa. A esto se sumó a una campaña en redes sociales denominada «#ApagaEl13» que comenzó como respuesta a los contenidos de prensa; un repunte de audiencias de TVN, que dejó al canal en cuarto lugar; y la detención de seis programas producto de las manifestaciones. Canal 13 optó por desconectarse de las mediciones de rating en vivo, para enfocarse únicamente en la «audiencia comercial», y actualizar su línea editorial. También canceló, luego de una década y varias controversias, el programa Bienvenidos que fue emitido hasta el 10 de noviembre de 2021. En su lugar se estrenó un nuevo programa matinal denominado Tu día, con un enfoque periodístico. Mientras que Teletrece es renovado con un nuevo formato que debutó el 2 de mayo de 2022.
A fines del mes de junio de 2025, Canal 13 SpA, presentó una denuncia formal ante el Consejo Nacional de Televisión, acusando a la cadena Telecanal, propiedad de Albavisión, de ceder ilegalmente su señal a la cadena estatal rusa RT, esto debido a que a partir del 16 de junio de ese año, Telecanal comenzó a retransmitir casi en su totalidad la señal del canal estatal ruso RT en Español, y pese a que el canal no ha anunciado oficialmente el cese de sus operaciones, el canal dejó de emitir su programación habitual, compuesta mayoritariamente por espacios envasados e infomerciales, siendo así la primera vez en la historia de la televisión chilena en que una cadena de televisión denuncia a otra directamente por presunta infracción a la ley. Según informó Radio Biobío, la denuncia de Canal 13 argumenta que desde el 16 de junio de 2025, Telecanal reemplazó casi toda su programación habitual por contenidos producidos en Moscú, sin intervención nacional ni autorización del CNTV, lo que, a juicio del ex canal católico, vulnera gravemente las leyes chilenas sobre concesiones televisivas, responsabilidad editorial y titularidad nacional de las señales, esto debido a que denuncia que no se trataría de un acuerdo temporal, sino de una cesión estructural que vulnera el artículo 16 de la Ley N° 18.838 sobre concesiones televisivas. La denuncia también destaca que RT está sancionada por la Unión Europea por considerarla un instrumento de propaganda del Kremlin. Además, se acusa a Telecanal de haber transformado su línea editorial sin aviso, conservando solo mínimos legales como la franja electoral de la elección primaria presidencial de Chile de 2025, espacio que, a la fecha de la denuncia, ya salió del aire, al celebrarse los comicios el día anterior, domingo 29 (la franja dejó de emitirse el día final de la campaña, el viernes 25). Canal 13 advierte que esta práctica pone en riesgo la soberanía mediática y la institucionalidad del sistema televisivo chileno, e insta al CNTV a actuar con urgencia, formulando cargos y sanciones ejemplares.

## Programación

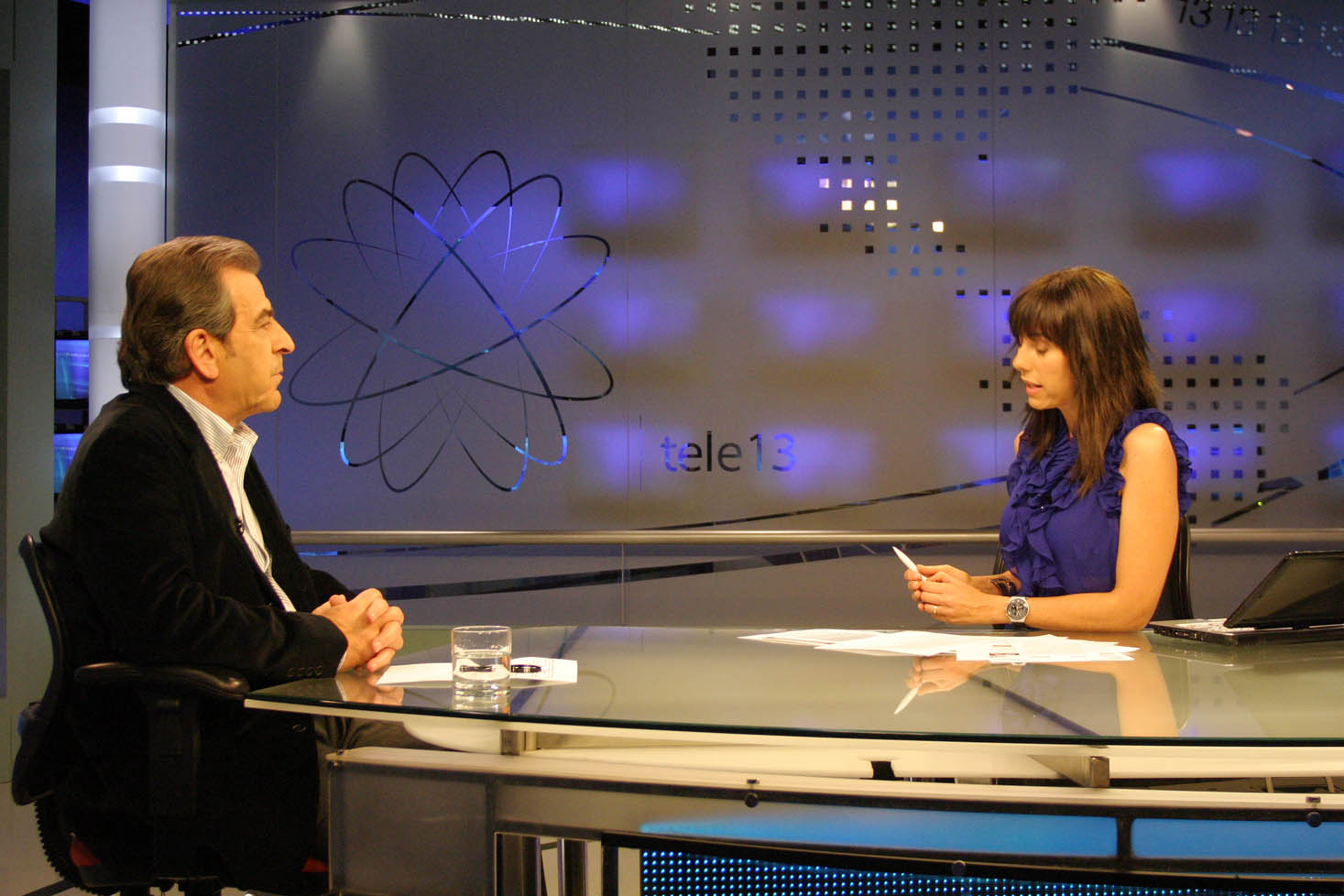
Eduardo Frei Ruiz-Tagle entrevistado en una edición de Telenoche durante 2009.

La programación de Canal 13, desde sus inicios, es generalista. El canal cuenta con solo una señal que es retransmitida en todo el territorio chileno y que inicia su transmisión a diario a las 5:45 de la mañana en Chile continental (UTC-4; UTC-3 en verano), 3:45 según el horario insular  (UTC-6; UTC-5 en verano) y 6:45 en el horario de Magallanes y la Antártica Chilena (UTC-3, cuando el resto de Chile continental está en UTC-4). En la mañana se emite 3x3, luego sigue el informativo Teletrece AM y el espacio matinal Tu Día. La tarde inicia con el informativo Teletrece tarde, y posteriormente se emiten, por lo general, programas de bajo presupuesto y telenovelas extranjeras.
Durante décadas fue común la emisión de telenovelas brasileras y una de producción propia antes de la edición central de Teletrece. Pero, la pérdida del contrato de exclusividad que poseía Canal 13 con Globo de Brasil desde 1978, finalizó en 2016. Además, el canal cesó la producción de telenovelas debido a la competencia que ofrece Televisión Nacional de Chile y Mega en ese horario. Desde entonces, el canal se ha enfocado en la producción de ficciones nocturnas y las series turcas han ocupado el lugar de las telenovelas brasileras. Mientras que el horario de las ocho de la noche fue el momento en que se emitían telenovelas de producción propia con altas cifras de audiencia, repartos con los actores mejor pagados del país, altos presupuestos y ganancias millonarias por publicidad. Algunas de las más famosas de Canal 13 fueron La madrastra,  Los títeres, Ángel malo, Amor a domicilio, Playa salvaje, Machos y Brujas.
En las noches, aparte de las ficciones, se emiten programas de entretenimiento. En antaño, el horario nocturno de Canal 13 fue conocido por la emisión de «programas estelares», con formatos de alto presupuesto y celebridades invitadas como Martes 13, Viva el lunes, Gigantes con Vivi y Vértigo; programas de concursos como El tiempo es oro, Maravillozoo, Si se la puede, gana, ¿Quién merece ser millonario? y MasterChef Chile; programas de telerrealidad como Protagonistas de la fama, La granja, 1810 o Mundos opuestos; y programas de investigación como Contacto y En su propia trampa. En la actualidad, se emiten ficciones extranjeras (principalmente turcas) o nacionales, programas de bajo presupuesto o extensiones del noticiero Teletrece que comienza a las 21 horas y ha alcanzado emisiones en que ha terminado después de las 23 horas.
Durante los fines de semana se emiten principalmente programas culturales durante gran parte del día como Lugares que hablan, City Tour on Tour, Recomiendo Chile, entre otros. Durante años, uno de los programas emblemáticos de Canal 13 fue Sábado gigante, que llegó a alcanzar una duración de 8 horas continuas. Durante gran parte de la década de 1990 y principios de los 2000, se emitió el programa dominical Venga conmigo. Además, se produjo series infantiles animadas como Villa Dulce, Diego y Glot y Pulentos.

## Antiguas señales en regiones
- Canal 13 Antofagasta: fue la señal para la ciudad de Antofagasta. Funcionó entre el 30 de noviembre de 2004 hasta el 2 de abril de 2009.
- Canal 13 Concepción: fue la señal para la Región del Biobío que emitió desde el 8 de febrero de 1973 hasta el 13 de noviembre de 1996 y nuevamente desde el 10 de agosto de 2004 hasta el 10 de mayo de 2019.[106]
- Canal 13 Temuco: fue la señal para la Región de la Araucanía. Funcionó desde mediados de 2004 hasta el 3 de abril de 2009.[107]
- Canal 13 Valparaíso: fue la señal para la Región de Valparaíso. Funcionó entre el 5 de noviembre de 1976 hasta el 23 de agosto de 2019.[108]

## Directivos

### Presidentes del Directorio
- 2010-2012: René Cortázar Sanz.
- 2012-2013: Nicolás Eyzaguirre Guzmán.
- 2013-2014: Rodrigo Terré Fontbona.
- 2014-2015: Carolina García de la Huerta Aguirre.
- 2015-2017: René Cortázar Sanz.
- 2017: Alejandra Pérez Lecaros.
- 2017-2023: Jorge Salvatierra Pacheco.[109]
- 2023-presente: Carolina Altschwager Kreft

### Directores ejecutivos
- 1959-1962: Pedro Caraball.
- 1962-1967: Eduardo Tironi Arce.
- 1967-1969: Eleodoro Rodríguez Matte.
- 1969-1971: Claudio di Girolamo Carlini.
- 1972-1974: Raúl Hasbún Zaror.
- 1974-1998: Eleodoro Rodríguez Matte.
- 1998: Manuel Vega Rodríguez (interino)
- 1998-2000: Rodrigo Jordan Fuchs.
- 2000-2002: Jaime Bellolio Rodríguez.
- 2002-2004: Enrique García Fernández.
- 2005-2007: Eliana Rozas Ortúzar.
- 2007-2010: Mercedes Ducci Budge.
- 2010: Jorge Herrera Ronco.
- 2010: Marcelo von Chrismar Werth.
- 2010-2014: David Belmar Torres.
- 2014: Rodrigo Terré Fontbona.
- 2014: Luis Hernán Browne Mönckeberg.
- 2014-2016: Cristián Bofill Rodríguez.
- 2016-2017: Alejandra Pérez Lecaros.
- 2017-2019: Javier Urrutia Urzúa.[110]
- 2019-2024: Maximiliano Luksic Lederer.[111]
- 2024: Cristián Núñez Pacheco (interino)

### Directores de prensa
- 1968-1972: Leonardo Cáceres Castro
- 1972-1974: Vicente Pérez Zurita.
- 1974-1975: Manfredo Mayol.
- 1975-1979: Jaime Sánchez Arriagada.
- 1979-1999: Luis Salazar Muñoz.
- 1999-2000: Mercedes Ducci.
- 2000-2001: José Manuel Álvarez Espinoza.
- 2002: Jorge Díaz Saenger (interino).
- 2002-2004: Nicolás Vergara Varas.
- 2002: Mauricio Hofmann (interino).
- 2002: Antonio Quinteros (interino).
- 2002-2004: Cristián Fuenzalida Tapia (interino).
- 2005-2010: Pilar Bernstein.
- 2010: Michael Müller Salomón (interino).
- 2010: Eliana Rozas Ortúzar (interina).
- 2010-2011: Jorge Cabezas Villalobos.
- 2011-2012: Patricio Ovando Sepúlveda (interino).
- 2012: Gerson del Río Barahona (interino).
- 2012-2013: Pilar Bernstein.
- 2013-2014: Cristián Bofill.
- 2014-2016: Enrique Mujica Pérez.
- 2016-2018: Cristián Bofill.
- 2018-2019: Enrique Mujica Pérez.
- 2019-2021: Cristián Bofill (interino)
- 2021-presente: Claudio Villavicencio.

## Imagen corporativa

Logotipo de Canal 13 entre 1979 y 1999.

Los colores naranja y blanco forman parte de la identidad de Canal 13 desde 2005. Anteriormente la imagen corporativa estaba basada en los colores blanco y azul de la Pontificia Universidad Católica de Chile. Desde 1972 y hasta finales de la década de 1990 tuvo una mascota denominada Angelito que aparecía con frecuencia en las campañas de la estación y en los inicios y cierres de transmisiones. Inicialmente, a diferencia de Televisión Nacional de Chile, Canal 13 solo poseía pocas estaciones de repetición y por ello emprendieron una campaña para extender la señal, en la cual el Angelito era parte esencial. Posteriormente fue adoptado de forma permanente y es por ello que el canal es aún denominado popularmente como «el canal del angelito», pese a no utilizarlo desde 1999, cuando el director ejecutivo de aquel entonces Jaime Bellolio, decidió hacer un cambio de imagen radical. Finalmente el color azul se mantuvo hasta 2005 y la sigla UC (Universidad Católica), hasta 2010. Desde entonces solo utilizan el número 13 con un horizonte como logotipo, cuya versión actual fue desarrollada por la agencia de publicidad Feels en 2018 y está basado en el anterior.